# ئی‌آی‌ای
ئی‌آی‌ای (انگلیسی: Electronic Industries Alliance) شرکت سرگرمی آمریکایی است، که در سال ۱۹۲۴ تأسیس شد.